# Prix LVMH
Le Prix LVMH est une récompense décernée depuis 2013 par LVMH aux jeunes créateurs de mode (masculine / féminine) et jeunes diplômés qui terminent leurs études.

## Création du prix
L'objectif de ce prix est de valoriser et soutenir les jeunes talents à travers un accompagnement assuré par LVMH, d'avoir une ouverture sur le monde et commencer leur carrière dans les meilleures conditions possibles.

## Conditions
Les postulants doivent être âgés de 40 ans maximum, avoir déjà réalisé ou commercialisé au moins deux collections de mode. Le prix est accessible depuis tous les pays.
Concernant les jeunes diplômés, ils sont nécessairement en fin de cursus d'études et prétendent à une année de stage avant d'entrer dans la vie active.

## La sélection
- sélection des demi-finalistes : le comité du Prix LVMH sélectionne 30 créateurs parmi la totalité des candidatures électroniques[4]
- showroom : les créations des 30 demi-finalistes sont examinées par un comité d'experts professionnels issus du secteur de la mode[5]
- finale : les 8 finalistes issus de la phase de showroom sont auditionnés par le Jury du Prix, qui lui-même désigne le gagnant[6].

La sélection des gagnants de la catégorie "jeunes diplômés" se fait à travers les travaux réalisés durant leurs études.

## Jury
- Jonathan Anderson
- Nicolas Ghesquière
- Marc Jacobs
- Karl Lagerfeld
- Humberto Leon & Carol Lim
- Phoebe Philo
- Raf Simons
- Riccardo Tisci

## Les récompenses
- pour le gagnant du Prix LVMH :  une bourse de 300 000€ ainsi qu'un mentorat d'un an par les équipes LVMH lui permettant de pleinement se lancer dans son activité mais surtout de se faire un nom dans le secteur[7]
- pour les jeunes diplômés d'écoles de mode : une bourse de 10 000€ pour eux et leur école ainsi qu'un stage d'un an dans l'une des Maisons LVMH

## Les gagnants

### Jeunes créateurs de mode
- 2014 - Thomas Tait, gagnant[8]
  - Miuniku (Tina & Nikita Sutradhar), mention spéciale
  - Hoob by Air (Shayne Oliver), mention spéciale
- 2015 - Marques Almeida (Marta Marques & Paulo Almeida), gagnant[9]
  - Jacquemus (Simon Porte Jacquemus), mention spéciale
- 2016 - Grace Wales Bonner (Wales Bonner), gagnante[10],[11]
  - Vejas Kruszewski, mention spéciale.
- 2017 - Marine Serre, gagnante[12]
  - Kozaburo Akasaka, mention spéciale[12]

- 2021 - Nensi Dojaka, gagnante. Prix Karl Lagerfeld d'une valeur de 150000 euros à trois créateurs: Colm Dillane, Lukhanyo Mdingi et Rui Zhou. Les finalistes étaient Bianca Saunders; Charles de Vilmorin; Christopher John Rogers; Conner Ives et Kika Vargas[13].

### Jeunes diplômés d'écoles de mode
- En 2014
  - Fabien Juan Nunez, Institut Français de la Mode, Paris
  - Peter Do, Fashion Institute of Technology, New York[14],[15]
  - Teruhiro Hasegawa, Central Saint Martins, Londres
- En 2015
  - Matty Bovan, Central Saint Martins, Londres
  - Gabriel Castro, Central Saint Martin, Londres
  - Josh Read, Université Kingston, Londres
- En 2016
  - Francesca Richiardi, diplômée de l’Accademia Costume & Moda à Rome,
  - Ayo Keys, diplômée de Parsons The New School of Design à New York,
  - Beth Hall, diplômée de l’université de Westminster
- En 2017 [12]
  - Mariam Khatia Mazmishvili, diplômée de La Cambre Mode(s) à Bruxelles
  - Maija Meiro de l'université Aalto à Helsinki
  - Robert Wallace de Central Saint Martins à Londres

## Sources et références
1. ↑  « Le Prix LVMH pour les jeunes créateurs de mode », sur Vogue (consulté le 1er décembre 2015)
2. ↑  « Comment le groupe LVMH aide les jeunes créateurs à développer leur entreprise », sur La Tribune, https://plus.google.com/+latribune (consulté le 1er décembre 2015)
3. ↑  « Prix LVMH  - Les grands de demain », sur ParisMatch.com, https://plus.google.com/116546522547050830539 (consulté le 3 décembre 2015)
4. ↑  « Prix LVMH : les 30 créateurs présélectionnés », sur fashionunited.fr, https://plus.google.com/u/0/+FashionunitedFrance/posts (consulté le 1er décembre 2015)
5. ↑  « Le cocktail du LVMH Prize », sur Vogue (consulté le 1er décembre 2015)
6. ↑  « On y était ! La remise du prix LVMH 2015 avec Natalie Portman - Elle », sur www.elle.fr, 22 mai 2015 (consulté le 1er décembre 2015)
7. ↑  « Prix LVMH : Marques Almeida remporte le titre », sur Glamour (consulté le 3 décembre 2015)
8. ↑  « Thomas Tait remporte le prix LVMH », sur O le cahier des tendances de L'Obs, https://plus.google.com/113471998357964204233 (consulté le 1er décembre 2015)
9. ↑  Caroline Rousseau et Alice Pfeiffer, « Le prix LVMH consacre de jeunes labels », Le Monde,‎ 25 mai 2015 (ISSN 1950-6244, lire en ligne, consulté le 30 novembre 2015)
10. ↑  « Qui est Grace Wales Bonner, la lauréate du prix LVMH 2016 ? », sur Marie Claire
11. ↑  Hélène Guillaume, « Grace Wales Bonner, 25 ans, décroche le prix LVMH à la jeune création », Le Figaro,‎ 16 juin 2016 (lire en ligne)
12. 1 2 3  Alexandre Marain, « Marine Serre lauréate du Prix LVMH 2017 », Vogue,‎ 16 juin 2017 (lire en ligne)
13. ↑  « LVMH PRIZE2021 », sur LVMH (consulté le 28 septembre 2021)
14. ↑  (en) http://wwd.com/fashion-news/fashion-features/fashion-institute-of-technology-showcases-graduates-7665904/
15. ↑  (en) https://beta.fitnyc.edu/22387.asp